# Olinda Chávez Callirgos
María Olinda Chávez Callirgos, también conocida como Olinda Chávez de Vivanco, fue una maestra, dramaturga y escritora peruana del siglo XX que escribió en quechua ayacuchano y castellano y vivió en la ciudad de Ayacucho.

## Biografía
Sobre la vida de Olinda Chávez Callirgos de Vivanco se conoce poco. El dramaturgo quechua Moisés Cavero Cazo la mencionó en 1943 en una conferencia del Centro Cultural Ayacucho como "cultora de la literatura quechua ayacuchana". Trabajó como maestra de primaria en la Escuela Sucre de Ayacucho. Como mujer fue una excepción absoluta entre los dramaturgos y escritores de Ayacucho en ese tiempo, y además no perteneció a la élite intelectual de la ciudad. Moisés Cavero Cazo frecuentó sus representaciones teatrales en la Escuela Sucre y escribe sobre Olinda Chávez, "cuyas producciones en quechua ya estaban siendo conocidas por el público", y sus alumnos de la ciudad y de las comunidades que cantaban, representaban escenas campesinas en quechua y bailaban cachuas.
En 1954 Olinda Chávez Callirgos publicó su libro Teatro escolar infantil con tres de sus sainetes en quechua: Aventuras de una madre, Ignorancia del indio analfabeto (estrenado en 1944) y Gobernadorpa justician (“La justicia del gobernador”, estrenado en 1944). El quechua de estas piezas es muy cerca del lenguaje popular y contiene muchos hispanismos. Algunas autoridades hablan también español. La autora utiliza el cambio entre los idiomas como recurso cómico, por ejemplo la orden española ¡Llama! confundida con la palabra quechua llama en la pieza Gobernadorpa justician.
Los personajes dramáticos de Olinda Chávez Callirgos son en su mayoría niños campesinos vivaces, audaces e ignorantes, para los cuales la autora ve una solución de los problemas en la escuela. La pieza Ignorancia del indio analfabeto fue escrita para la campaña de alfabetización en los años 1944 y 1945, que fue ejecutada en idioma español, aunque los destinatarios hablaban en su gran mayoría quechua o aimara y no el español.

## Familia
En 1935 Olinda Chávez Callirgos se casó con el maestro Juan Andrés Vivanco Amorín (1907–1987), con el cual no tuvo hijos. Después de la muerte de Olinda, Juan Andrés Vivanco se hizo cargo de los huérfanos del conflicto armado interno en el Peru, los padres de los cuales fueron víctimas de Sendero Luminoso.

## Obras: dramas en quechua
- 1954: Teatro escolar infantil. Ayacucho: Imprenta El Pueblo.
  - Aventuras de una madre. En: Olinda Chávez de Vivanco (1954), pp. 1–7. [Comedia en un solo acto sobre un niño travieso.]
  - Ignorancia del indio analfabeto. En: Olinda Chávez de Vivanco (1954), pp. 9–19. [Estreno en 1944. Comedia de un solo acto sobre la Campaña Nacional de Alfabetización.]
  - Gobernadorpa justician (“La justicia del gobernador”). En: Olinda Chávez de Vivanco (1954), pp. 21–31. [Estreno en 1941. Comedia en un solo acto sobre el gobernador de un pueblo y sus hijos.]